# مصطفى مصطفى مشرفة
الدكتور مصطفى مصطفى مشرفة  هو مؤلف الرواية الرائدة قنطرة الذي كفر، وشقيق العالم علي مصطفى مشرفة، سافر إلى بريطانيا لتدريس الأدب الإنجليزي، أصيب بالمرض وظل نائما على سريره سنوات طوال، وعاد إلى مصر واشتغل مدرسا بالجامعة.